# Malleus Maleficarum (альбом)
Malleus Maleficarum (в переводе с латыни — «Молот ведьм») — дебютный студийный альбом нидерландской группы Pestilence, вышедший в 1988 году.
Запись альбома происходила в немецкой Karo Studios с продюсером Калле Траппом, работавшим в частности с Blind Guardian. Альбом вышел в сентябре 1988 года.

## Переиздания
В 1998 году независимый лейбл Displeased Records переиздал Malleus Maleficarum, включив в трек-лист композиции двух первых демозаписей группы:
В 2006 году лейбл Metal Mind Production переиздал альбом ограниченным золотым тиражом в 2000 экземпляров.

## Список композиций
1. «Malleus Maleficarum / Antropomorphia» — 4:12
2. «Parricide» — 3:47
3. «Subordinate to the Domination» — 4:17
4. «Extreme Unction» — 1:29
5. «Commandments» — 5:17
6. «Chemo Therapy» — 4:48
7. «Bacterial Surgery» — 5:04
8. «Cycle of Existence» — 3:17
9. «Osculum Infame» — 1:52
10. «Systematic Instruction» — 4:08

### Dysentery (demo, 1987)
1. Against the Innocent — 4.04
2. Delirical Life — 4.45
3. Traitor’s Gate — 4.22
4. Throne of Death — 4.03

### The Penance (demo, 1987)
1. Into Hades (Intro) — 1.05
2. Before the Penance — 6.42
3. Affectation — 3.26
4. Fight the Plague — 4.00

## Участники записи
- Патрик Мамели — гитара, бас
- Рэнди Мейнхард — гитара
- Мартин ван Друнен — вокал
- Марко Фоддис — барабаны
- Калле Трапп — синтезатор в треке «Osculum Infame»